# Lee Min-jae
Lee Min-jae (en hangul, 이민재; 21 de enero de 2000) es un actor surcoreano. En la primera etapa de su carrera es conocido sobre todo por sus actuaciones en las series televisivas Cheer Up, Curso intensivo de amor y en la película Invasión, insurrección, la primera de 2022 y las dos últimas de 2024.

## Carrera
Durante su infancia estaba interesado por los deportes y el ejercicio físico, y practicó taekwondo durante diez años. Poco a poco le cansó la rutina de la preparación física; cuando era ya estudiante de escuela secundaria, estaba un día viendo Descendientes del sol con su abuela y esta le sugirió que considerara convertirse en actor; así fue como se matriculó en una escuela de actuación, y poco después comenzó a presentarse a audiciones. Debutó en 2018 con la película Last Child.
Mientras se presentaba a audiciones e iba obteniendo pequeños papeles en cine y televisión, logró ingresar al tercer intento en la Universidad Chung-Ang, Departamento de Actuación y Creación de Vídeo, donde seguía estudiando en 2024.
En televisión, tras algunas brevísimas apariciones en producciones de los años 2016 a 2018, obtuvo su primer papel de cierta entidad en Train, en 2020. En los años sucesivos se fue mostrando como una nueva estrella prometedora a través de una buena variedad de personajes. Entre todos ellos destacan sus trabajos en Bossam: Steal the Fate, como el príncipe Neung-yang y en Cheer Up, como el hermano menor de la protagonista Do Hae-yi. En la primera de ellas un crítico destacó «su poderosa voz adecuada para un drama histórico, su fuerte vocalización que expresa liderazgo y carisma y su actuación estable y natural que no es típica de un novato».
A principios de 2023 tuvo un papel de peso en Curso intensivo de amor, que le sirvió para darse a conocer al público. Su personaje es el de Seo Geon-hoo, un estudiante de secundaria que solo destacaba en los deportes y, tras una lesión, tiene que olvidarse de ellos y aprender a estudiar; su relación con la compañera de clase Nam Hae-i (Roh Yoon-seo) es uno de los elementos destacados de la serie. Según el periodista Yoon Jun-pil, fue el verdadero «ladrón de escenas» de esta: «aunque el guión era pequeño, Seo Geon-hoo creaba escenas impresionantes cada vez que aparecía y dejaba una impresión duradera en los espectadores».
Un mes después de terminar el rodaje de Curso intensivo de amor recibió una oferta para un papel protagonista en la serie de suspenso Hide, emitida ya en 2024 por Coupang Play. El mismo día de la audición y la entrevista con el director, este le dio el papel. Su personaje, el ambiguo y misterioso Do Jin-woo, era muy distinto a todos los que había interpretado hasta entonces: si lo más frecuente había sido verlo como estudiante de secundaria, aquí aparecía como un padre veinteañero; esta novedad le ocasionó alguna dificultades a la hora de preparar el papel, pero según refiere el propio Lee pudo contar con la ayuda de su compañera de reparto Lee Bo-young. Otro trabajo estrenado en el mismo año fue la película Invasión, insurrección, donde demostró su habilidad en las escenas de acción y combate; para preparar su personaje se entrenó y aprendió artes marciales y manejo de armas durante los meses previos al rodaje.

## Filmografía

### Cine
| Año  | Título                 | Hangul        | Papel                                    | Notas                         | Ref.          |
| ---- | ---------------------- | ------------- | ---------------------------------------- | ----------------------------- | ------------- |
| 2018 | Last Child             | 살아남은 아이 | Seong-woo                                |                               | [ 1 ]         |
| 2019 | My Punch-Drunk Boxer   | 판소리 복서   | Personal médico del estadio 1            |                               | [ 9 ]         |
| 2024 | Invasión, insurrección | 전,란         | El más joven del ejército de voluntarios | Película estrenada en Netflix | [ 10 ] [ 11 ] |

### Series de televisión
| Año  | Título                  | Papel                    | Canal   | Notas                            | Ref.                 |
| ---- | ----------------------- | ------------------------ | ------- | -------------------------------- | -------------------- |
| 2016 | Woman with a Suitcase   | Seguidor de Yoo Tae-oh   | MBC     |                                  | [ 9 ]                |
| 2017 | Queen of Mystery        | Estudiante acosador      | KBS2    | Primera temporada                | [ 9 ]                |
| 2017 | Sister is Alive         | Estudiante               | SBS     |                                  |                      |
| 2017 | While You Were Sleeping | Estudiante               | SBS     |                                  | [ 9 ]                |
| 2018 | My Secret Terius        | Estudiante               | MBC     |                                  | [ 9 ]                |
| 2020 | Train                   | Seo Do-won de joven      | OCN     |                                  | [ 12 ]               |
| 2020 | Homemade Love Story     | Woo Jung-ho de joven     | KBS2    |                                  | [ 13 ]               |
| 2021 | Model Taxi              | Oh Hak-soo               | SBS     | Primera temporada, episodios 3-4 | [ 14 ]               |
| 2021 | Bossam: Steal the Fate  | Príncipe Neung-yang      | MBN     |                                  | [ 3 ]                |
| 2021 | Youth of May            | Kim Hyeon-cheol de joven | KBS2    |                                  |                      |
| 2022 | Love All Play           | Eden                     | KBS2    |                                  | [ 15 ]               |
| 2022 | Hunted                  | Hyun-min                 | MBC     |                                  | [ 16 ]               |
| 2022 | The Golden Spoon        | Kwon Min-ho              | MBC     |                                  | [ 17 ]               |
| 2022 | Cheer Up                | Do Jae-yi                | SBS     |                                  | [ 18 ] [ 19 ]        |
| 2022 | El tranvía              | Jin Seung-ho             | SBS     |                                  | [ 20 ]               |
| 2023 | Curso intensivo de amor | Seo Geon-hoo             | tvN     |                                  | [ 21 ] [ 22 ]        |
| 2023 | Model Taxi              | Oh Hak-soo               | SBS     | Segunda temporada                | [ 23 ]               |
| 2023 | Oh! Youngsim            | Lee Chae-dong            | ENA     |                                  | [ 24 ]               |
| 2023 | Anyone Anywhere         | Jeong Eun-ho             | KBS2    | Drama Special, episodio único    |                      |
| 2024 | Hide                    | Do Jin-woo               | JTBC    |                                  | [ 25 ] [ 26 ] [ 27 ] |
| 2025 | Kick Kick Kick Kick     | Lee Min-jae              | KBS2    |                                  | [ 28 ] [ 29 ] [ 30 ] |
| 2025 | Un héroe débil          | Go Hyun Tak              | Netflix | Segunda temporada                | [ 31 ] [ 32 ]        |

### Vídeos musicales
| Año  | Artista     | Título         | Hangul | Notas               | Ref.   |
| ---- | ----------- | -------------- | ------ | ------------------- | ------ |
| 2021 | Lee Ki-chan | Una habitación | 원룸   | Con Choi Jeong-woon | [ 33 ] |